# Niutou Hu
Niutou Hu är en sjö i Kina. Den ligger i provinsen Jiangsu, i den östra delen av landet, omkring 220 kilometer sydost om provinshuvudstaden Nanjing. Niutou Hu ligger 2 meter över havet. Arean är 0,22 kvadratkilometer. Den ligger vid sjön Wuli Hu. I omgivningarna runt Niutou Hu växer i huvudsak barrskog. Den sträcker sig 0,6 kilometer i nord-sydlig riktning, och 0,6 kilometer i öst-västlig riktning.
Genomsnittlig årsnederbörd är 1 712 millimeter. Den regnigaste månaden är juni, med i genomsnitt 277 mm nederbörd, och den torraste är november, med 65 mm nederbörd.